# Auvergne-Ron-Alpi
Auvergne-Ron-Alpi (în franceză Auvergne-Rhône-Alpes) este o regiune în centrul și sud-vestul Franței creată în urma reformei regiunilor franceze din 2015 prin fuziunea regiunilor Auvergne și Ron-Alpi. Noua regiune a luat ființă la 1 ianuarie 2016 după alegerile regionale din decembrie 2015.
     Auvergne
     Dauphiné
     Ducatul de Savoia
     Languedoc
     Bourbonnais
     Guvernământul Lyon
     Ducatul Burgundia

Harta regiunii cu departamentele sale și Metropola Lyon. Provinciile istorice sunt redate prin culori diferite.
Auvergne
Dauphiné
Ducatul de Savoia
Languedoc
Bourbonnais
Guvernământul Lyon
Ducatul Burgundia

Regiunea se întinde pe o suprafață de peste 69.711 km2, fiind a treia ca mărime în Franța metropolitană, și are o populație de 8.114.361 locuitori, numiți (neoficial) aurhalpins, fiind depășită demografic doar de Île-de-France. Este formată din 12 departamente și o colectivitate teritorială (Métropole de Lyon). Capitală este Lyon. 

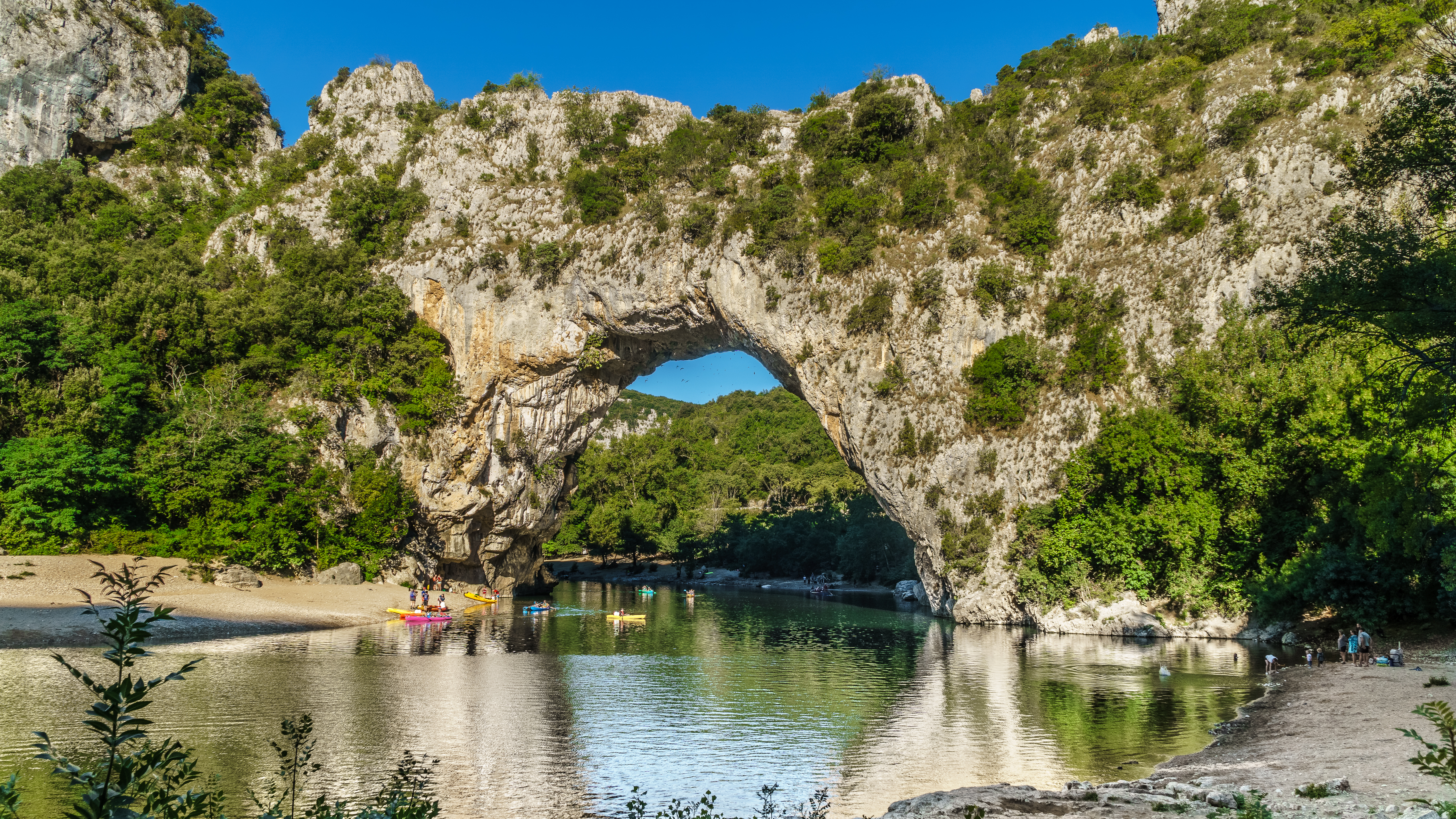
O arcă naturală în departamentul Ardeche.

Noua regiune reunește zone diverse din punct de vedere geografic, sociologic, economic și cultural, ceea ce era deja adevărat atât cât privește Ron-Alpi, cât și într-o mai mică măsură Auvergne. Pe când vechile regiuni Auvergne și Ron-Alpi se bucurau fiecare de o unitate determinată de axele de comunicare și atracția metropolei respective, nouă regiune este eterogenă și la început s-a confruntat cu o opoziție activă din partea unor oficiali locali.